# Parafia Narodzenia Matki Bożej w Trokach
Parafia Narodzenia Matki Bożej – parafia prawosławna w Trokach, w dekanacie wileńskim okręgowym eparchii wileńskiej i litewskiej, działająca od 1844. 